# هونيروس الرابع
البابا هونيروس الرابع (باللاتينية: Honorius IV) ـ (ولد في روما سنة 1210 وتوفي بها في 13 أبريل 1287) هو بابا الكنيسة الكاثوليكية من 2 أبريل 1285 حتى وفاته في 1287.